# Bokashi
Bokashi är en japansk metod för att kompostera, framtagen av professor Terou Higa i början av 1980-talet. Därefter spreds tekniken till andra länder i Asien och vidare till Nordamerika och Europa. Med hjälp av mikroorganismer omvandlas vanligt matavfall som kött, grönsaker och kaffesump till jordförbättring som kan användas i odling. Proceduren innebär att man varvar hushållsavfall med ett särskilt bokashiströ i en lufttät hink, tappar ur vätska i botten då och då, och låter den fulla kompostlådan stå och fermentera i två-tre veckor.